# Clifford Earle
Clifford John Earle Junior (* 3. November 1935 in Racine, Wisconsin; † 12. Juni 2017 in Ithaca, New York) war ein US-amerikanischer Mathematiker, der sich mit Funktionentheorie befasste.

## Leben und Werk
Earle studierte am Swarthmore College mit dem Bachelor-Abschluss 1957 und an der Harvard University mit dem Master-Abschluss 1958 und der Promotion bei Lars Ahlfors 1962 (Teichmüller Spaces of Groups of the Second Kind). 1963 bis 1965 war er am Institute for Advanced Study. 1965 wurde er Assistant Professor und 1969 Professor an der Cornell University. 1976 bis 1979 war er Vorstand der Fakultät.
Er befasste sich mit Teichmüller-Räumen (Modulräumen Riemannscher Fläche) und dazugehöriger Theorie quasikonformer Abbildungen (nach Ahlfors, Bers) und Kleinscher Gruppen.
Mit James Eells beschrieb er dabei 1967 auch die Homotopietypen der Räume von Diffeomorphismen kompakter Flächen X und damit eine neue Charakterisierung der Teichmüllerräume von X.
1974/75 war er Guggenheim Fellow. Er war Fellow der American Mathematical Society.
Er war seit 1960 verheiratet und hatte zwei Kinder.

## Schriften
- mit James Eells A fibre bundle description of Teichmüller theory,  J. Diff. Geom., Band 3, 1969, S. 19–43.
- mit A. Schatz Teichmüller theory for surfaces with boundary, J. Diff. Geom, Band 4, 1970, S. 169–185
- mit Eells The diffeomorphism group of a compact Riemann surface, Bulletin AMS, 73, 1967, 557–559, Online
- Families of Riemann surfaces and Jacobi varieties, Annals of Mathematics, Band 107, 1978, 255–286.
- mit Adrien Douady Conformally natural extension of homeomorphisms of the circle, Acta Mathematica, 157, 1986, 23–48.
- mit Irwin Kra, S. L. Krushkal Holomorphic motions and Teichmüller spaces, Transactions AMS 343, 1994, S. 927–948.
- mit Kra On sections of some holomorphic families of closed Riemann surfaces, Acta Mathematica 137, 1976, 49–79
- On holomorphic families of pointed Riemann Surfaces, Bulletin AMS, 79, 1973, S. 163–166
- The Teichmüller space of an arbitrary Fuchsian group; Bulletin AMS, 70, 1964, 669–701
- mit Frederick P. Gardiner Geometric isomorphisms between infinite dimensional Teichmüller spaces, Transactions AMS, 348, 1996, S. 1163–1190